# Jealous Husbands
Jealous Husbands è un film muto del 1923 diretto da Maurice Tourneur.
Si tratta di un libero adattamento cinematografico di Fred Myton basato sul romanzo Les Deux Gosses di Pierre Decourcelle del 1880. L'ambientazione della vicenda è trasposta dalla Francia agli Stati Uniti.
Protagonisti del film sono Earle Williams e Jane Novak nel ruolo dei genitori, e gli attori bambini Ben Alexander e Marion Feducha.
Il film è considerato perduto. Ne restano solo alcune fotografie di scena.

## Trama
Ramón Martinez, convinto che sua moglie Alice lo abbia tradito e che il piccolo Bobbie non sia in realtà figlio suo, affida il povero ragazzo a uno zingaro, che ha già un ragazzo, Sliver. I due coniugi si separano. Crescendo Bobbie (assieme all'amico Sliver) va in cerca della madre perduta e raccoglie le prove della sua innocenza per un lieto fine che riunisce la famiglia riconciliata.

## Produzione
Il film fu prodotto negli Stati Uniti da Maurice Tourneur Productions.

## Distribuzione
Distribuito da Associated First National Pictures, il film uscì nelle sale cinematografiche statunitensi il 12 novembre 1923.